# Ammophila aellos
Ammophila aellos är en biart som beskrevs av Menke 1966. Ammophila aellos ingår i släktet Ammophila och familjen grävsteklar. Inga underarter finns listade i Catalogue of Life.